# Lucky Stars
Lucky Stars – Alles auf die Fünf! (so die Eigenschreibweise) ist eine Spielshow des deutschen Privatsenders ProSieben. Moderiert wird die Sendung von Christian Düren.

## Hintergrund
Die erste Staffel soll laut ProSieben  fünf Folgen umfassen, die bis zum 12. April 2022 ausgestrahlt werden sollen.

## Spielablauf

### Vorrunde
In jeder Sendung ist ein Kandidat anwesend, der von fünf Prominenten unterstützt wird. Es müssen fünf Runden gespielt werden, wobei der Kandidat auswählt, welcher Prominente für welche Runde zuständig ist.
Jede Runde besteht ihrerseits aus fünf Quizfragen, die der Prominente beantworten muss. Für jede richtige Antwort bekommt der Kandidat 2.000 Euro gutgeschrieben. Glaubt der Kandidat, dass eine Aufgabe für den Prominenten zu schwer ist, so kann er sich einmal pro Runde selbst als Joker zur Verfügung stellen, ansonsten obliegt die Lösung der Aufgaben ausschließlich den Prominenten.
Am Ende jeder Runde muss der Prominente ein Spaßspiel oder eine sportliche Leistung absolvieren, die sogenannte Starchallenge, hierfür steht kein Joker zur Verfügung. Zuvor setzt der Kandidat einen Teil des in der Quizrunde erspielten Geldes auf den Prominenten. Bei korrekter Ausführung erhöht sich die Gewinnsumme um den gesetzten Geldbetrag, ansonsten wird dieser abgezogen. Von bislang 20 Starchallenges konnten 16 gewonnen werden. Wurden alle fünf Quizfragen richtig beantwortet und alles gesetzt, sind pro Runde maximal 20.000 Euro möglich, was Martin Klempnow in Folge zwei auch gelang.

### Finale
Vor dem Finale muss der Kandidat das gesamte, bis dahin erspielte Geld auf die Prominenten setzen. Dabei können durchaus unterschiedliche Geldbeträge auf die Prominenten verteilt werden. Am wagemutigsten waren bislang die Kandidatin Lenny, die 20.000 Euro auf Frank Rosin setzte, sowie der Kandidat Niklas, der denselben Betrag auf Simon Gosejohann wettete. Letzterer war damit auch erfolgreich, wodurch der mit 40.000 Euro bislang höchste Einzelgewinn erzielt wurde.
Anschließend löst jeder Prominente eine sehr kurze Prüfung, für die er auch nur einen Versuch hat. Gelingt ihm dies, wird der gesetzte Geldbetrag abermals verdoppelt, ansonsten verliert der Kandidat das gesetzte Geld. Die zu absolvierenden Aufgaben sind in jeder Show gleich, im Einzelnen sind dies:
1. „Stellen“: eine Reihe Dominosteine so aufstellen, dass sie in einer Kettenreaktion alle umfallen
2. „Schmeißen“: einen Münzwurf auf einen Tisch ausführen, sodass die Münze auf dem Tisch liegen bleibt – an diesem Spiel sind bislang alle Prominenten gescheitert
3. „Schlagen“: einen Nagel mit einem Hammer in einen Baumstumpf einschlagen
4. „Speichern“: ein Gedicht memorieren und anschließend fehlerfrei aus dem Kopf rezitieren – dieses Spiel konnte bislang immer erfolgreich absolviert werden
5. „Schießen“: einen Fußball in ein Eishockeytor schießen

Wurde in der Vorrunde die maximal mögliche Gewinnsumme von 100.000 Euro erreicht, und wird diese im Finale verdoppelt, so kann der Kandidat 200.000 Euro (den Höchstpreis in dieser Show) gewinnen. Der Kandidat kann aber auch noch auf Null zurückfallen, falls alle Prominenten an ihren Aufgaben scheitern sollten. Der bislang erfolgreichste Kandidat war Niklas, der in der zweiten Show 76.000 Euro mit nach Hause nahm.

## Gäste
Folgende Prominente nahmen an der Show teil. In Klammern steht die Anzahl ihrer Auftritte.
- Mario Basler (1)
- Lilly Becker (1)
- Bastian Bielendorfer (1)
- Moritz Bleibtreu (1)
- Wigald Boning (1)
- Daniel Boschmann (1)
- Evelyn Burdecki (2)
- Bülent Ceylan (1)
- Simon Gosejohann (1)
- Laura Karasek (2)
- Martin Klempnow (1)
- Oliver Korittke (1)
- Janine Kunze (1)
- Michael Mittermeier (1)
- Nelson Müller (1)
- Oliver Pocher (2)
- Marcel Reif (2)
- Frank Rosin (1)
- Sasha (1)
- Torsten Sträter (1)
- Charlotte Würdig (1)

## Episoden
| # | Erstausstrahlung | Vorname des Kandidaten | Im Finale gewonnen | Finalspiel  | Vor dem Finale gesetzt | Prominenter          | Nach der Starchallenge | In der Quizrunde erspielt | davon gesetzt |
| - | ---------------- | ---------------------- | ------------------ | ----------- | ---------------------- | -------------------- | ---------------------- | ------------------------- | ------------- |
| 1 | 8. März 2022     | Sebastian              | 0 Euro             | „Schlagen“  | 6.000 Euro             | Moritz Bleibtreu     | 8.000 Euro             | 4.000 Euro                | 4.000 Euro    |
| 1 | 8. März 2022     | Sebastian              | 0 Euro             | „Schmeißen“ | 6.000 Euro             | Evelyn Burdecki      | 7.000 Euro             | 4.000 Euro                | 3.000 Euro    |
| 1 | 8. März 2022     | Sebastian              | 0 Euro             | „Schießen“  | 8.000 Euro             | Oliver Pocher        | 14.000 Euro            | 8.000 Euro                | 6.000 Euro    |
| 1 | 8. März 2022     | Sebastian              | 24.000 Euro        | „Stellen“   | 12.000 Euro            | Oliver Korittke      | 7.000 Euro             | 4.000 Euro                | 3.000 Euro    |
| 1 | 8. März 2022     | Sebastian              | 28.000 Euro        | „Speichern“ | 14.000 Euro            | Wigald Boning        | 10.000 Euro            | 6.000 Euro                | 4.000 Euro    |
| 1 | 8. März 2022     | Sebastian              | 52.000 Euro        |             | 46.000 Euro            | 46.000 Euro          | 46.000 Euro            |                           |               |
| 2 | 15. März 2022    | Niklas                 | 0 Euro             | „Schlagen“  | 1.000 Euro             | Michael Mittermeier  | 12.000 Euro            | 6.000 Euro                | 6.000 Euro    |
| 2 | 15. März 2022    | Niklas                 | 0 Euro             | „Schmeißen“ | 1.000 Euro             | Janine Kunze         | 7.000 Euro             | 4.000 Euro                | 3.000 Euro    |
| 2 | 15. März 2022    | Niklas                 | 2.000 Euro         | „Schießen“  | 1.000 Euro             | Martin Klempnow      | 20.000 Euro            | 10.000 Euro               | 10.000 Euro   |
| 2 | 15. März 2022    | Niklas                 | 34.000 Euro        | „Speichern“ | 17.000 Euro            | Bülent Ceylan        | 1.000 Euro             | 8.000 Euro                | 7.000 Euro    |
| 2 | 15. März 2022    | Niklas                 | 40.000 Euro        | „Stellen“   | 20.000 Euro            | Simon Gosejohann     | 0 Euro                 | 4.000 Euro                | 4.000 Euro    |
| 2 | 15. März 2022    | Niklas                 | 76.000 Euro        |             | 40.000 Euro            | 40.000 Euro          | 40.000 Euro            |                           |               |
| 3 | 22. März 2022    | Lenny                  | 0 Euro             | „Schießen“  | 1.000 Euro             | Bastian Bielendorfer | 16.000 Euro            | 8.000 Euro                | 8.000 Euro    |
| 3 | 22. März 2022    | Lenny                  | 4.000 Euro         | „Schlagen“  | 2.000 Euro             | Torsten Sträter      | 9.000 Euro             | 6.000 Euro                | 3.000 Euro    |
| 3 | 22. März 2022    | Lenny                  | 0 Euro             | „Stellen“   | 15.000 Euro            | Evelyn Burdecki      | 6.000 Euro             | 4.000 Euro                | 2.000 Euro    |
| 3 | 22. März 2022    | Lenny                  | 34.000 Euro        | „Speichern“ | 17.000 Euro            | Marcel Reif          | 12.000 Euro            | 8.000 Euro                | 4.000 Euro    |
| 3 | 22. März 2022    | Lenny                  | 0 Euro             | „Schmeißen“ | 20.000 Euro            | Frank Rosin          | 12.000 Euro            | 8.000 Euro                | 4.000 Euro    |
| 3 | 22. März 2022    | Lenny                  | 38.000 Euro        |             | 55.000 Euro            | 55.000 Euro          | 55.000 Euro            |                           |               |
| 4 | 5. April 2022    | Robinne                | 0 Euro             | „Schlagen“  | 4.000 Euro             | Daniel Boschmann     | 11.000 Euro            | 8.000 Euro                | 3.000 Euro    |
| 4 | 5. April 2022    | Robinne                | 0 Euro             | „Schmeißen“ | 4.000 Euro             | Lilly Becker         | 2.000 Euro             | 4.000 Euro                | 2.000 Euro    |
| 4 | 5. April 2022    | Robinne                | 0 Euro             | „Schießen“  | 6.000 Euro             | Mario Basler         | 9.000 Euro             | 6.000 Euro                | 3.000 Euro    |
| 4 | 5. April 2022    | Robinne                | 0 Euro             | „Stellen“   | 8.000 Euro             | Charlotte Würdig     | 4.000 Euro             | 8.000 Euro                | 4.000 Euro    |
| 4 | 5. April 2022    | Robinne                | 28.000 Euro        | „Speichern“ | 14.000 Euro            | Laura Karasek        | 10.000 Euro            | 6.000 Euro                | 4.000 Euro    |
| 4 | 5. April 2022    | Robinne                | 28.000 Euro        |             | 36.000 Euro            | 36.000 Euro          | 36.000 Euro            |                           |               |
| 5 | 12. April 2022   | Daniel                 | 10.000 Euro        | „Stellen“   | 5.000 Euro             | Marcel Reif          | .000 Euro              | .000 Euro                 | .000 Euro     |
| 5 | 12. April 2022   | Daniel                 | 0 Euro             | „Schlagen“  | 7.000 Euro             | Nelson Müller        | .000 Euro              | .000 Euro                 | .000 Euro     |
| 5 | 12. April 2022   | Daniel                 | 14.000 Euro        | „Schmeißen“ | 7.000 Euro             | Sasha                | .000 Euro              | .000 Euro                 | .000 Euro     |
| 5 | 12. April 2022   | Daniel                 | 18.000 Euro        | „Speichern“ | 9.000 Euro             | Laura Karasek        | 13.000 Euro            | 8.000 Euro                | 5.000 Euro    |
| 5 | 12. April 2022   | Daniel                 | 0 Euro             | „Schießen“  | 14.000 Euro            | Oliver Pocher        | 12.000 Euro            | 6.000 Euro                | 6.000 Euro    |
| 5 | 12. April 2022   | Daniel                 | 42.000 Euro        |             | 42.000 Euro            | 42.000 Euro          | 42.000 Euro            |                           |               |

## Einschaltquoten
| # | Datum          | Zuschauer | Zuschauer       | Marktanteil | Marktanteil     |
| # | Datum          | Gesamt    | 14 bis 49 Jahre | Gesamt      | 14 bis 49 Jahre |
| - | -------------- | --------- | --------------- | ----------- | --------------- |
| 1 | 8. März 2022   | 0,64 Mio. | 0,37 Mio.       | 2,6 %       | 6,5 %           |
| 2 | 15. März 2022  | 0,62 Mio. | 0,31 Mio.       | 2,4 %       | 5,3 %           |
| 3 | 22. März 2022  | 0,95 Mio. | Mio.            | %           | %               |
| 4 | 5. April 2022  |           |                 |             |                 |
| 5 | 12. April 2022 |           |                 |             |                 |